# Dius Fidus
Dius Fidus es una antigua divinidad romana, de origen sabino que protege los juramentos y venga a los perjurios. Es compañero o emanación divina de Júpiter y habitaba en los cielos junto a su hermana la diosa Fides.
Existía otra deidad que se personificaba los juramentos, Jusjurandum (cuya contraparte griega era Horco), aunque más que una divinidad era un principio abstracto.